# Ан-72Р
Ан-72Р — літак дальнього радіолокаційного виявлення та управління. Розроблений в АНТК імені Олега Антонова для заміни літака Ту-126 і був побічною гілкою розвитку програми Ан-71. Попри шифр «виріб-88», на борту ніс номер Ан-72Р. Було створено 4 дослідних зразка, що літали, 2 стоять на приколі, 1 з них на аеродромі АНТК імені Олега Антонова в Києві, інший в Гостомелі. Інші 2 зразки були в Росії на території 929 ГЛВЦ ім. Чкалова в Ахтубінську — обидва утилізовані.

## Конструктивні особливості
Їх характерною зовнішньою відзнакою стали великі обтічники, встановлені вздовж бортів, під якими перебували антени цільового обладнання. Ззовні «виріб-88» майже як звичайний Ан-72, але уздовж правого і лівого борту йде плоский обтічник (площина відстоїть від борту максимум на 0.2-0.3 м), приблизно 13 — 14 загальної висоти фюзеляжу, починається в районі повітрозабірника, йде до закінчення обтічника шасі, далі невеликою сходинкою зміщується вгору і йде десь до середини рампи. Таким чином антена цієї РЛС встановлена в напливах по обидві сторони фюзеляжу.
Розробником спецкомплексу було Московське НВО «Пальма» (головний конструктор А. А. Лебідь). За цією програмою переробили три серійні Ан-72 (сер. № № 01-04, 01-05, 02-01).

## Призначення
Для забезпечення роботи Ан-71 приблизно в 1988 році розробили літак-ретранслятор Ан-72БР (Ан-72Р, виріб «88») з антенами радіотехнічних пристроїв по бортах фюзеляжу. Ан-72Р-розроблявся як аналог Boeing E-8A J-Stars. Призначався для розвідки радіолокації та виявлення на великій відстані наземних цілей і наведення на них наземних і повітряних засобів ураження.
Ан-72Р оснащений радіолокаційними та оптичними системами для виконання розвідувальних завдань. Він здатний працювати в складних метеоумовах, забезпечуючи постійне спостереження за великими територіями, зокрема в умовах низької видимості або під час нічних операцій.
- Розвідка: Літак має можливість здійснювати стратегічне та тактичне спостереження, збір інформації про рухи ворожих сил, а також радіоелектронну розвідку.
- Унікальні можливості: Завдяки своїй конструкції та потужним двигунам Ан-72Р може взлітати та приземлятися на коротких та непідготовлених майданчиках, що робить його дуже зручним для оперативного розгортання.

## Використання
Літак використовувався для розвідувальних та спеціальних завдань у складі радянських та пострадянських військових сил, а також для виконання завдань у різних країнах, що мають в своєму арсеналі техніку "Антонов".
Ан-72Р є частиною сімейства літаків Ан-72/Ан-74, що здобули популярність завдяки своїй універсальності та високим експлуатаційним характеристикам.

## Виробництво
Виробництво всіх літаків з індексом Ан-72Р здійснювалось на ХДАВП.

## Дослідні зразки
Було побудовано 4 дослідні зразки шляхом переробки штатних виробів у літаки спеціального призначення.
- Перший з них має серійний номер «сер. № 01-03» здійснив перший політ в 1986. Він був прототипом Ан-72Р зі звичайним (не збільшеним) стабілізатором.
- Другий літак також був готовий в 1986 році з серійним номером "сер. № 01-04"і бортовим номером CCCP-783061.
- Третій літак був готовий в 1987 році й мав серійний номер «сер. № 01-05» і бортовий номер CCCP-783573. Випробування проходили на території РРФСР в НВО «Злет».
- Четвертий літак з (сер. № 10-09) мав бути переробленим зі штатної комплектації та конструкції в Ан-72Р. Він був переданий на АНТК імені Олега Антонова в 1991 році роботи над ним тривали приблизно до 1994 року. Потім роботи припинилися. Він так і лишився на збереженні у Святошино у напіврозібраному стані.

Вона призначалася для радіолокаційної розвідки, виявлення на великій відстані наземних цілей і наведення на них «наземних і повітряних засобів ураження». Розробником спецкомплексу було Московське НВО «Пальма» (головний конструктор А. А. Лебідь). За цією програмою переробили три серійні Ан-72 (сер. № № 01-04, 01-05, 02-01).
Їх характерною зовнішньою відзнакою стали великі обтічники, встановлені вздовж бортів, під якими перебували антени цільового обладнання. Літаки передали в розпорядження Московського НВО «Злет» для проведення випробувань, які завершити не вдалося. Ще один Ан-72 (сер. № 10-09) надійшов для переробки на дослідне виробництво Київський механічний завод (КМЗ) в 1990 р., але так і залишився у незавершеному вигляді.

## Сучасний стан програми
Після відмови військових від Ан-71 на початку 90-х роботу в цьому напрямку припинили.

Ан-72Р (сер. № 10-09) на аеродромі Святошино. Київ вересень 2004

- Прототип Ан-72Р був зі стабілізатором звичайного розміру. На збереженні у Святошині без двигунів, авіоніки та будь-яких позначень.
- Другий літак також був готовий в 1986 році з серійним номером "сер. № 01-04"і бортовим номером CCCP-783061. Зв'язковий літак. На збереженні в Києві-Святошино.
- Третій літак був готовий в 1987 році й мав серійний номер «сер. № 01-05» і бортовий номер CCCP-783573. Випробування проходили на території РРФСР в НВО «Злет». Поточний стан невідомий.
- Четвертий літак напіврозібраний зберігається у Святошино.